# منصوره شریف‌زاده
منصوره شریف‌زاده (متولد ۱۶ دی ۱۳۳۲) نویسنده و مترجم ادبیات بزرگسالان ایرانی است. نخستین رمان او با عنوان چنار دالبتی در سال ۱۳۸۱ منتشر شد.

### تالیفات
- مولود ششم (۱۳۶۳) مجموعه داستان
- سرمه‌دان میناکاری (۱۳۷۴) مجموعه داستان
- بیست داستان از بیست نویسنده زن (۱۳۷۸) گردآوری
- عطر نسکافه (۱۳۸۰) مجموعه داستان
- چنار دالبتی (۱۳۸۱) رمان

### ترجمه‌ها
- «اطلسی‌های لگدمال شده» (۱۳۶۳) (نمایشنامه، نوشته تنسی ویلیامز)
- «پیروزی تخم‌مرغ» (۱۳۶۳) (نمایشنامه، نوشته شروود اندرسن)